# Diane Chateau Alaberdina
Diane Chateau Alaberdina, née en 1993, est une écrivaine française d'origine russo-tatar. 
Lauréate du 33e prix du jeune écrivain de langue française pour sa nouvelle Nous irons tous au paradis, elle publie en 2019 son premier roman aux éditions Gallimard, La Photographe.

## Biographie
Après un baccalauréat littéraire, Diane Chateau Alaberdina s'est engagée dans un master de littérature à la Sorbonne. En 2024, elle a soutenu une thèse de doctorat à l'université de Strasbourg sur l'introspection dans la poésie de Karin Boye et se prépare actuellement à devenir psychologue clinicienne.          

## Œuvres
- Atterrir sur le nuage jaune et autres nouvelles, Paris, Buchet/Chastel, 2018 (ISBN 978-2-283-03134-6) — Prix du jeune écrivain 2018.
- La Photographe, Paris, Gallimard, coll. « Blanche », 2019 (ISBN 9782072830624) — Prix littéraire 2019.
- Paysages de nuit, Paris, Gallimard, coll. « "Blanche" », 2022 (ISBN 9782072950773) — Prix du Jeune Romancier Touquet 2022.